# 華視天王豬哥秀
《華視天王豬哥秀》是映畫傳播製作、中華電視公司監製和播出的臺灣綜藝節目，2014年10月30日舉行簽約記者會，華視在12月21日起臺灣時間每週日晚上8点播出，主持人為豬哥亮和陳亞蘭，全85集，是同屬映畫傳播製作的中國電視公司綜藝節目《萬秀豬王》的後繼節目，也是豬哥亮最後一個主持的綜藝節目。2016年5月29日播出最後一集，6月5日起在原時段重播。马来西亚Astro欢喜台、Astro欢喜台HD于2015年5月16日起與華視主頻同步播出，同时于马来西亚时间每週六晚上10点播出。2016年4月2日，Astro欢喜台及Astro欢喜台HD改为每週六晚上10点半播出。

## 播出時間
以下時間以當地時間（臺灣時間）
| 頻道                      | 所在地   | 播出日期                      | 播出時間              | 備註                       |
| ------------------------- | -------- | ----------------------------- | --------------------- | -------------------------- |
| 華視                      | 臺灣     | 2014年12月21日－2016年5月29日 | 每週日 20:00 - 22:00  |                            |
| 華視                      | 臺灣     | 2016年6月5日－2017年6月25日   | 每週日 20:00 - 22:00  | 重播                       |
| 華視                      | 臺灣     | 2017年7月2日－                | 每週日 20:00 - 22:00  | 僅重播〈現代嘉慶君〉片段   |
| 華視                      | 臺灣     | 2017年2月18日－2017年6月24日  | 每週六 20:00 - 22:00  | 僅重播〈現代嘉慶君〉片段   |
| 華視                      | 臺灣     | 2017年7月1日－2017年9月9日    | 每週六 20:00 - 22:00  | 播出剩餘9集                |
| 華視綜合娛樂台            | 臺灣     | 2015年10月4日－2017年2月2日   | 每週日 20:00 - 22:00  | 第42集起與華視主頻同步播出 |
| 三立台灣台                | 臺灣     | 2016年2月7日                  | 週日晚上22:00-00:00   | 新春特別節目               |
| 三立台灣台                | 臺灣     | 2016年2月7日                  | 週日晚上22:00-00:00   | 名稱改成《天王豬哥秀》     |
| 緯來綜合台                | 臺灣     | 2017年9月3日                  | 每週日晚上19:00-21:00 |                            |
| Astro歡喜台 Astro歡喜台HD | 马来西亚 | 2015年5月16日                 | 每週六 22:30 - 00:30  |                            |
| Astro歡喜台 Astro歡喜台HD | 马来西亚 | 2017年10月31日                | 每週二 14:30 - 16:30  | 播出剩餘9集                |

## 歷史

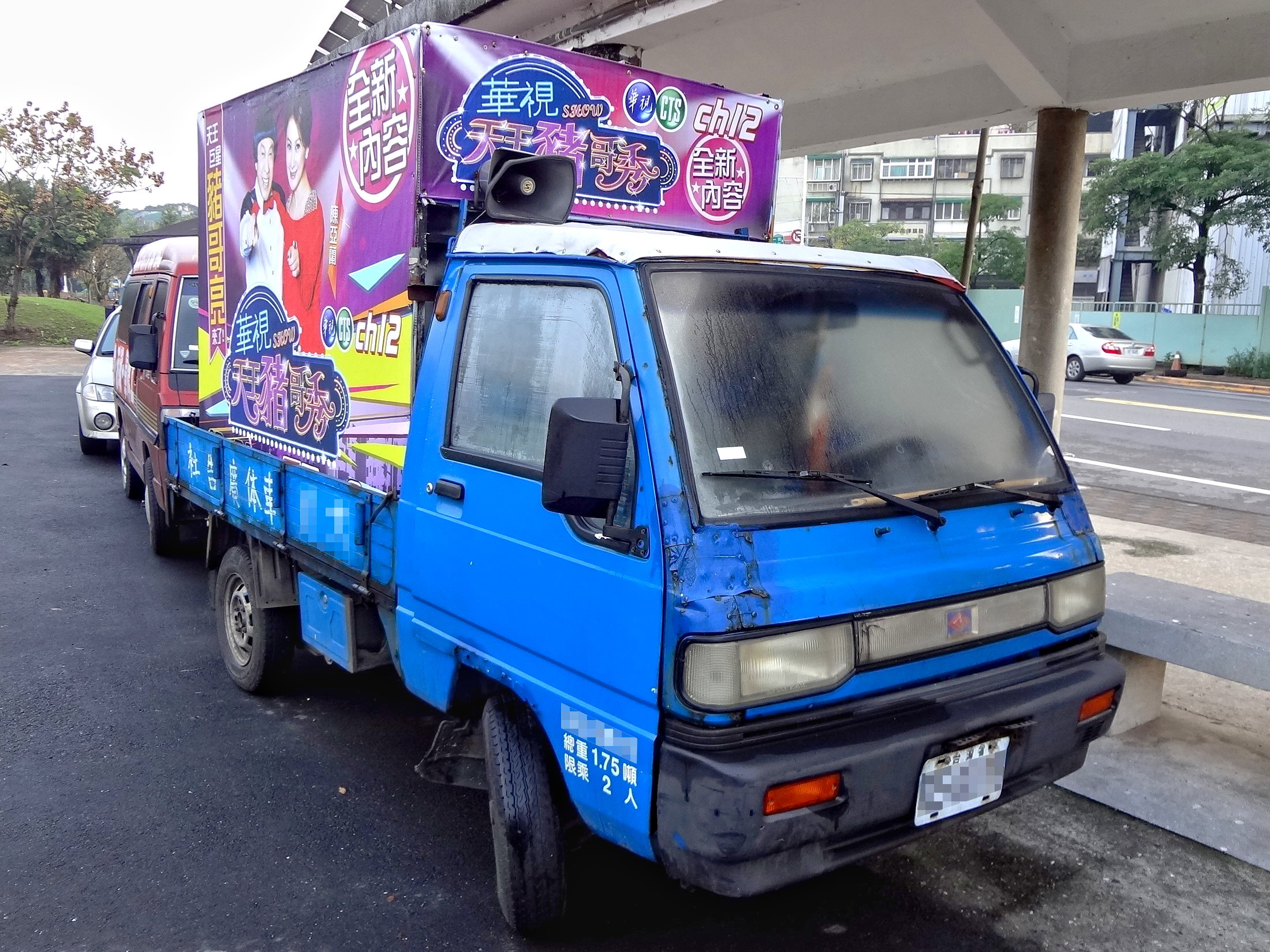
華視委外行駛的《華視天王豬哥秀》宣傳車

2009年7月7日，預定由豬哥亮及其女兒謝金燕、藝人陽帆、藝人小禎主持的華視綜藝節目《豬哥豬哥亮晶晶》因消息走漏而夭折，被預定由聶雲主持的《平民大富翁》取代，原因是民間全民電視公司不滿豬哥亮在主持民視無線台綜藝節目《豬哥會社》的同時又主持其他電視台的節目；豬哥亮經紀人蘇瑞煌說，已談定先以民視為主，不排除以後再與華視合作；華視副總經理胡漢新則說，如果豬哥亮能主持復出後的第二個節目，該節目一定會在華視播。
2014年10月29日，華視證實，豬哥亮將主持華視周末黃金檔綜藝節目，但因消息走漏，華視將提前於本月30日下午與豬哥亮舉行簽約儀式；而該節目將由豬哥亮與陳亞蘭合作主持，預定名稱為《豬哥在華視》或《華視豬哥秀》。
2014年10月30日，華視舉行《華視豬哥秀》簽約記者會，華視以勞斯萊斯加長禮車、特製拱門、董成瑩舞群迎接豬哥亮，確定主持人是豬哥亮與陳亞蘭。豬哥亮說，本年3月，華視承辦的高凌風追思音樂會上，華視總經理王麟祥到後台感謝他，促成他主持《華視豬哥秀》；《華視豬哥秀》製作團隊是中國電視公司綜藝節目《萬秀豬王》的班底，也很有默契；《華視豬哥秀》節目形態還在討論，但他已傳簡訊邀隋棠、郭采潔與吳克羣站台。
2014年10月31日，華視否認外傳《華視豬哥秀》豬哥亮主持費新臺幣100萬元、每集製作費新臺幣300萬元，實際金額是豬哥亮主持費新臺幣85萬元、每集製作費新臺幣230萬元。
2014年11月13日，豬哥亮採納友人建議並取得王麟祥同意，將《華視豬哥秀》改名為《華視天王豬哥秀》。
2014年11月26日，《華視天王豬哥秀》傳出找不到大牌藝人上節目而延後錄影，但映畫傳播邀蕭敬騰，蕭敬騰爽快答應，與豬哥亮合作過的隋棠與郭采潔也都答應上節目，吳克羣則參與短劇演出。
2014年12月1日，《華視天王豬哥秀》錄製第一集，布景花費新臺幣150萬元，舞群17人伴舞，孔鏘率領的四人樂隊伴奏；第一集請來蕭敬騰當來賓，謝金燕則送來花籃祝賀豬哥亮。
2014年12月21日，《華視天王豬哥秀》播出第一集。
2016年5月29日，由於華視與豬哥亮及映畫傳播的合約期滿未續約，《華視天王豬哥秀》播出最後一集，以後的集數都是重播（與《萬秀豬王》相同）。2016年6月3日，王麟祥說，豬哥亮忙於拍電影，《華視天王豬哥秀》沒有存檔沒播，華視已與豬哥亮及映畫傳播達成共識「讓豬大哥（豬哥亮）先專心拍電影，之後再回來做電視」，《華視天王豬哥秀》停播是「很健康的決定」；但映畫傳播董事長郭建宏說，《華視天王豬哥秀》還有8集存檔沒播，「如果華視不播，我就在家當DVD看」；映畫傳播總經理黃裕昇則說，如果華視真要重播，以每集製作費新臺幣145萬元計算，重播將使映畫傳播虧損新臺幣1160萬元、使豬哥亮少拿主持費新臺幣680萬元。
2016年6月15日，郭建宏與余天舉行記者會，郭建宏表示，本年4月初時已告知華視合約將到期，但華視高層明白指示《華視天王豬哥秀》繼續錄影，半年前《華視天王豬哥秀》合約到期時也是以同樣模式被華視告知繼續錄影，映畫傳播遂繼續錄製存檔；但本年5月底華視告知《華視天王豬哥秀》確定停播，已錄製的10集存檔無法播出，華視也沒支付製作費，多錄10集使映畫傳播虧損金額達新臺幣2000萬元。余天說，華視內部很多問題，沒協助本土節目製作，反而打壓，應該檢討。同日，華視舉行記者會表示，5月26日就曾接獲郭建宏電話告知《華視天王豬哥秀》合約期滿不再製作，映畫傳播曾請求華視「播出已錄內容」，但華視認為「合約已到期，已錄未播的內容無法依原合約驗收」，華視也從未要求映畫傳播錄製存檔，故不予播出；相關製作費是在雙方同意後簽約製作，華視依合約付款，映畫傳播之虧損應與華視無關；合約規定「合約內容不得洩密公開」，映畫傳播多次於媒體前公開合約內容已屬違約，華視已委請律師採取法律行動。
2017年5月15日，豬哥亮病逝，《華視天王豬哥秀》成為豬哥亮最後一個主持的綜藝節目。
2017年6月27日，華視證實，《華視天王豬哥秀》仍有9集未播出，這9集將於7月1日起每週六晚上8點以《超級天王豬哥秀》為名在華視播出。

## 節目來賓
| 訪問單元來賓 | 訪問單元來賓   | 訪問單元來賓 | 訪問單元來賓                       |
| ------------ | -------------- | --- | ---------------------------------- |
| 集數         | 播出日期       | 參加來賓 | 備註                               |
| 1            | 2014年12月21日 | 蕭敬騰、苗可麗、林美秀、王彩樺、陳雷、謝金晶                                                                                 |                                    |
| 2            | 2014年12月28日 | 王識賢、荒山亮、鍾欣凌、藍正龍、隋棠、蔡琴、陳建瑋、羅時豐、郭金發                                                           |                                    |
| 3            | 2015年1月4日   | 黃乙玲、陳隨意、陳淑萍、謝宜君、許效舜、康康                                                                                 |                                    |
| 4            | 2015年1月11日  | 蘇打綠、曾心梅、澎恰恰、詹雅雯、張蓉蓉、阿吉仔                                                                               |                                    |
| 5            | 2015年1月18日  | 葉璦菱、劉福助、大支、龍千玉、蔡小虎                                                                                         |                                    |
| 6            | 2015年1月25日  | 吳克群、林慧萍、李玉剛、李翊君                                                                                               |                                    |
| 7            | 2015年2月1日   | 郭子乾、楊世彭、屈中恆、林利霏、楊哲、向蕙玲、翁立友、謝金晶                                                                 |                                    |
| 8            | 2015年2月8日   | 林俊傑、洪百慧、楊繡惠、澎恰恰、許效舜、李千娜、暉倪、蔡昌憲                                                                 |                                    |
| 9            | 2015年2月15日  | 黃思婷、張秀卿、林良歡、任家萱Selina、素珠、林美照、王彩樺、李東學、陳國華、黃朝亮                                           |                                    |
| 10           | 2015年2月22日  | 龍千玉、江志美、寇世勳、林心如、天氣女孩、九九                                                                               |                                    |
| 11           | 2015年3月1日   | 陳隨意、謝宜君、唐儷 |                                    |
| 12           | 2015年3月8日   | 江宏恩、黃文星、江祖平、張瓊姿、丁力祺、秀蘭瑪雅、周詠訓、張文綺                                                             |                                    |
| 13           | 2015年3月15日  | 江宏恩、翁立友、喬幼、江祖平、謝金晶、林可唯、郭子乾、蔡承融、張瓊姿、王淑娟、王彩樺、丁力祺、周詠訓、張文綺、蕭昊祥、陳威翰 |                                    |
| 14           | 2015年3月22日  | 王中平、余皓然、羅時豐、江志豐                                                                                               |                                    |
| 15           | 2015年3月29日  | 吳鳳、張立東、黃豪平、無尊、李翊君、袁小迪                                                                                   |                                    |
| 16           | 2015年4月5日   | 張秀卿、王瑞霞、謝金晶、丁力祺                                                                                               |                                    |
| 17           | 2015年4月12日  | 許傑輝(模仿陳文茜)、盛竹如、陳大天                                                                                           |                                    |
| 18           | 2015年4月19日  | 謝承均、江國賓、許傑輝(模仿邱毅)、邱毅、陳隨意、莊振凱                                                                       |                                    |
| 19           | 2015年4月26日  | 向蕙玲、許傑輝、吳克群 |                                    |
| 20           | 2015年5月3日   | 許傑輝、游鴻明、袁惟仁、陳嘉樺Ella、林柏宏、林美照、小應、陳萬號                                                             |                                    |
| 21           | 2015年5月10日  | 金佩姍、許傑輝(模仿蔡康永)、鄭仲茵、許志豪                                                                                   |                                    |
| 22           | 2015年5月17日  | 唐從聖、歐得洋、許傑輝(模仿阿密特)、梁一貞、朱俐靜                                                                           |                                    |
| 23           | 2015年5月24日  | 張蓉蓉、黃國倫、李崗霖、翁立友                                                                                               |                                    |
| 24           | 2015年5月31日  | 馬幼興、丁力祺、小嫻、松田丸子、鄭旭村、阿蹦、吳申梅、李明洋、蔡秋鳳                                                         |                                    |
| 25           | 2015年6月7日   | 歐陽龍、歐陽妮妮、歐陽娜娜、歐陽娣娣、羅時豐、康康                                                                           |                                    |
| 26           | 2015年6月14日  | 許富凱、曹雅雯、阿吉仔、妖嬌、曾甜                                                                                           |                                    |
| 27           | 2015年6月21日  | 蔡小虎、藍天、于美人、許常德、林喬安、李祐誠                                                                                 |                                    |
| 28           | 2015年6月28日  | 蔡秋鳳、辦桌二人組、李翊君、郭子乾                                                                                           |                                    |
| 29           | 2015年7月5日   | 澎恰恰、林智勝、徐展元、NONO、朱海君                                                                                         |                                    |
| 30           | 2015年7月12日  | 李㼈、丁國琳、陳隨意、謝宜君、沈文程                                                                                         |                                    |
| 31           | 2015年7月19日  | 曹雅雯、郭婷筠、黃思婷、唐儷                                                                                                 |                                    |
| 32           | 2015年7月26日  | 李愛綺、蕭閎仁、彭佳慧 |                                    |
| 33           | 2015年8月2日   | 張宇、苗可麗、林俊逸、周定緯                                                                                                 |                                    |
| 34           | 2015年8月9日   | 秀蘭瑪雅、葉諾帆、陳致遠、林秀琴、潘若迪、哈孝遠、阿諾                                                                       |                                    |
| 35           | 2015年8月16日  | 劉福助、夏禕、戴愛玲、張智成                                                                                                 |                                    |
| 36           | 2015年8月23日  | 孫翠鳳、陳昭婷、陳昭賢、葉璦菱、黃立成                                                                                       |                                    |
| 37           | 2015年8月30日  | 宋少卿、吳淑敏、戴梅君、林俊吉、許效舜、NONO、吳申梅、民雄、梁一貞                                                           |                                    |
| 38           | 2015年9月6日   | 金友莊、寶弟、黃明志、四分衛、呂岳駿                                                                                         |                                    |
| 39           | 2015年9月13日  | 紀曉君、Sirens、趙傳、Jennifer                                                                                               |                                    |
| 40           | 2015年9月20日  | 王識賢、李燕、溫昇豪、曾莞婷、亮哲、郭曉曉、大愷                                                                             |                                    |
| 41           | 2015年9月27日  | 于美人、許志豪、邵大倫、張克帆、小鐘、阿BEN                                                                                  |                                    |
| 42           | 2015年10月4日  | 向蕙玲、朱海君、吳俊宏、施文彬、許富凱                                                                                       |                                    |
| 43           | 2015年10月11日 | 謝雷、澎恰恰、吳淑敏、夏語心、茵茵、舒子晨                                                                                   |                                    |
| 44           | 2015年10月18日 | 蔡秋鳳、張秀卿、品冠、李聖傑                                                                                                 |                                    |
| 45           | 2015年10月25日 | 黃妃、陳雷 |                                    |
| 46           | 2015年11月1日  | 包偉銘、劉依純、沈文程、蘇宥蓉                                                                                               |                                    |
| 47           | 2015年11月8日  | 苗可麗、郭彥甫、李炳輝、郭子乾、唐從聖                                                                                       |                                    |
| 48           | 2015年11月15日 | 黃思婷、謝宜君、陳隨意、狄鶯                                                                                                 |                                    |
| 49           | 2015年11月22日 | 孫協志、阿BEN、(LAMIGO)詹智堯、王溢正、陽耀勳、(景行廳男孩)趙正平、梁赫群、林智賢                                            |                                    |
| 50           | 2015年11月29日 | 城市少女、天氣女孩、小鐘、NONO、黃明志                                                                                       |                                    |
| 51           | 2015年12月6日  | 陳子強、藍天、ACC、謝金晶、翁立友                                                                                            |                                    |
| 52           | 2015年12月13日 | 龍千玉、曹西平、(名模出任務)陳思璇、杜詩梅、李沛旭、王尹平、大愷                                                             |                                    |
| 53           | 2015年12月20日 | 黃品源、聶雲、(田甜山豬腿庫綜藝團)黃西田、曾甜、山豬、劉家成                                                                 |                                    |
| 54           | 2015年12月27日 | 檢場、李翊君、香奈兒、康康、唐從聖、民雄、傅薇、紀言愷、紀曉君                                                               |                                    |
| 55           | 2016年1月3日   | 謝承均、林隆璇、朱俐靜、亮哲、吳鳳、阿吉仔、吳淑敏                                                                           |                                    |
| 56           | 2016年1月10日  | 張蓉蓉、莊振凱、許富凱、蔡佳麟、謝金晶                                                                                       |                                    |
| 57           | 2016年1月17日  | 高向鵬、傅振輝、江志豐、溫翠蘋、齊藤依紗、藍波、舒子晨、茵茵                                                                 |                                    |
| 58           | 2016年1月24日  | 王中平、李明洋、一綾、曾志偉、苗可麗、連靜雯、康康、邱瓈寬                                                                   |                                    |
| 59           | 2016年1月31日  | (霹靂布袋戲)黃文擇、黃匯峰、荒山亮、(大尾一族)素珠、王彩樺、林美秀、楊祐寧、郭采潔、邱瓈寬、蕭穎                             |                                    |
| 60           | 2016年2月7日   | 吳克群、藍正龍、動力火車、沈文程                                                                                             | 新春特別節目(與三立台灣台合作播出) |
| 61           | 2016年2月14日  | 向蕙玲、楊靜、李宣榕、李聖傑                                                                                                 |                                    |
| 62           | 2016年2月21日  | 周傳雄、蔡旻佑、脫線、阿西、楊繡惠                                                                                           |                                    |
| 63           | 2016年2月28日  | 秀蘭瑪雅、曹雅雯、陳麟安、杜忻恬、王彩樺、蔡黃汝、劉福助、小應、(防不勝防)汪東城、李亮瑾                                     |                                    |
| 64           | 2016年3月6日   | 張魁、張峰奇、包偉銘、包庭政、溫嵐、蔣卓嘉                                                                                   |                                    |
| 65           | 2016年3月13日  | 北原山貓、亦帆、張心傑、安苡葳、向蕙玲、陳淑萍                                                                               |                                    |
| 66           | 2016年3月20日  | 張秀卿、莊振凱、許富凱、郭婷筠、張文綺                                                                                       |                                    |
| 67           | 2016年3月27日  | 王中平、吳淑敏、李愛綺、龍千玉、江志豐                                                                                       |                                    |
| 68           | 2016年4月3日   | 黃文星、孫協志、董事長樂團、豬頭皮、梁一貞、黃鳳儀、黃俊雄                                                                   |                                    |
| 69           | 2016年4月10日  | 潘慧如、李妍憬、劉雨柔、(羋月傳)孫儷、高雲翔、鄭曉龍、王小平                                                                 |                                    |
| 70           | 2016年4月17日  | 黃思婷、楊靜、王治平、林宗興                                                                                                 |                                    |
| 71           | 2016年4月24日  | 羅時豐、朱海君、澎恰恰、許效舜、張芳瑜、曾志遠                                                                               |                                    |
| 72           | 2016年5月1日   | 許富凱、丁姵均、賴慧如、林姍、翁立友、謝金晶                                                                                 |                                    |
| 73           | 2016年5月8日   | 蕭煌奇、陳盈潔 |                                    |
| 74           | 2016年5月15日  | (明華園) 陳勝在(飾劉八萬)、孫翠鳳(飾李存曆)、鄭雅升(飾劉四兩)、李郁真(飾秦香蓮)、黃妃、馮偉傑、葉勝欽、葉諾帆、李懿坤        |                                    |
| 75           | 2016年5月22日  | 李千娜、葉瑋庭、于美人、傅薇、張秀卿                                                                                         |                                    |
| 76           | 2016年5月29日  | 陳百潭、鳳娘、林育羣、葉秉桓                                                                                                 | 停播前最後一集                     |
| 77           | 2017年7月1日   | 郭采潔、陳隨意、林良歡、唐儷                                                                                                 |                                    |
| 78           | 2017年7月8日   | 曾莞婷、陳子玄、璟宣 |                                    |
| 79           | 2017年7月15日  | |                                    |
| 80           | 2017年7月22日  | |                                    |
| 81           | 2017年7月29日  | |                                    |
| 82           | 2017年8月5日   | 林芯儀、周定緯、曾心梅、阿吉仔                                                                                               | 父親節特別企劃                     |
| 83           | 2017年8月12日  | 高慧君、高蕾雅、梁一貞、黃國倫、寇乃馨                                                                                       |                                    |
| 84           | 2017年9月2日   | |                                    |
| 85           | 2017年9月9日   | |                                    |

## 天王劇場
【天王劇場】是短劇單元，每集固定播出古裝短劇〈現代嘉慶君〉係重現三立影視錄影帶《豬哥亮與嘉慶君》。【天王劇場】各集列表如下：
| 短劇演員 | 短劇演員          | 短劇演員 |
| -------- | ----------------- | --- |
| 集數     | 劇名              | 演出藝人 |
| 第1集    | 現代嘉慶君        | 豬哥亮（飾西瓜亮）、陳亞蘭（飾嘉慶君）、鄭志偉（飾有應公）、陳子強（飾李勇）、呂雪鳳（飾亮母）、陳文山（飾大夫） |
| 第1集    | 金屋藏嬌          | 豬哥亮（飾有婦之夫）、陳亞蘭（飾仲介）、林玟誼（飾小三）、楊繡惠（飾屋主的媽媽） |
| 第2集    | 現代嘉慶君2       | 豬哥亮（飾西瓜亮）、陳亞蘭（飾乾隆）、王彩樺（飾姐姐）、廖慧珍（飾妹妹）、邱逸峰（飾顧人遠） |
| 第2集    | 一念之間          | 豬哥亮（飾爸爸）、陳亞蘭（飾女兒）、林佑星（陳亞蘭的男友）、游詩璟（飾女兒） |
| 第3集    | 現代嘉慶君3       | 豬哥亮（飾太子太保）、陳亞蘭（飾乾隆、嘉慶君）、呂雪鳳（飾亮母）、邱逸峰（飾顧人遠）、陳子強（飾李勇） |
| 第3集    | 天生不對          | 豬哥亮（飾兒子）、陳亞蘭（飾女兒）、方駿（飾蘭爸）、許傑輝（飾豬母） |
| 第4集    | 現代嘉慶君4       | 豬哥亮（飾太子太保）、陳亞蘭（飾嘉慶君）、呂雪鳳（飾亮母）、邱逸峰（飾顧人遠）、鄭志偉（飾有應公）、李亮瑾（飾冤魂）、林安迪（飾縣官）、許仙姬（飾母親）、王凱（飾負心漢）                                                                                         |
| 第4集    | 天生不對2         | 豬哥亮（飾兒子）、陳亞蘭（飾女兒）、方駿（飾蘭爸）、許傑輝（飾豬母）、陳文山 |
| 第5集    | 現代嘉慶君5       | 豬哥亮（飾太子太保）、陳亞蘭（飾嘉慶君）、呂雪鳳（飾亮母）、邱逸峰（飾顧人遠）、吳敏（飾老闆娘）、潘逸安（飾村民）、小亮哥（飾縣官）、林玟誼（飾紅牌）、鄭志偉、楊繡惠                                                                                             |
| 第5集    | 天生不對3         | 豬哥亮（飾兒子）、陳亞蘭（飾女兒）、方駿（飾蘭爸）、許傑輝（飾豬母）、何依霈（飾表姐）、王宇婕（飾表姐） |
| 第6集    | 現代嘉慶君6       | 豬哥亮（飾太子太保）、陳亞蘭（飾嘉慶君）、呂雪鳳（飾亮母）、邱逸峰（飾顧人遠）、白雲（飾客棧老闆）、曾莞婷（飾女兒）、丁力祺（飾狀元郎）、許秀年（飾元配）、脫線（飾被告）                                                                                         |
| 第6集    | 天生不對4         | 豬哥亮（飾兒子）、陳亞蘭（飾女兒）、方駿（飾蘭爸）、許傑輝（飾豬母）、曾苡晴 |
| 第7集    | 現代嘉慶君7       | 豬哥亮（飾太子太保）、陳亞蘭（飾嘉慶君）、呂雪鳳（飾亮母）、陳冠霖（飾書生）、石惠君（飾嫂子）、星卉（飾小姨）、太保（飾太白星君） |
| 第7集    | 天生不對5         | 豬哥亮、陳亞蘭、方駿（飾蘭爸）、許傑輝（飾豬母）、陳孝萱 |
| 第8集    | 現代嘉慶君8       | 豬哥亮（飾太子太保）、陳亞蘭（飾嘉慶君）、呂雪鳳（飾亮母）、邱逸峰（飾顧人遠）、黃鐙輝（飾師爺）、沈世朋（飾縣太爺）、楊昇達、狄志杰、陳子玄 |
| 第8集    | 天生不對6         | 豬哥亮（飾兒子）、陳亞蘭（飾女兒）、方駿（飾蘭爸）、許傑輝（飾豬母）、璟宣、林佑星 |
| 第9集    | 現代嘉慶君9       | 豬哥亮（飾太子太保）、陳亞蘭（飾嘉慶君）、呂雪鳳（飾亮母）、邱逸峰（飾顧人遠）、葉華（飾老闆娘）、唐豐（飾捕快）、苗可麗（飾員外夫人）、王惠五（飾縣官）、星卉（飾犯婦）、楊昇達                                                                                   |
| 第9集    | 天生不對7         | 豬哥亮（飾兒子）、陳亞蘭（飾女兒）、方駿（飾蘭爸）、許傑輝（飾豬母）、袁儷珊、沈世朋 |
| 第10集   | 現代嘉慶君10      | 豬哥亮（飾太子太保）、陳亞蘭（飾嘉慶君）、呂雪鳳（飾亮母）、邱逸峰（飾顧人遠）、陳冠霖（飾劫匪）、何依霈（丫環）、王彩樺（飾繼母）、葉天倫（友情客串 飾財神爺）、吳鈴山（飾父親）、林玟誼（飾女兒）                                                                |
| 第10集   | 天生不對8         | 豬哥亮（飾兒子）、陳亞蘭（飾女兒）、方駿（飾蘭爸）、許傑輝（飾豬母）、潘麗麗、林佑星 |
| 第11集   | 天生不對9         | 豬哥亮（飾兒子）、陳亞蘭（飾女兒）、方駿（飾蘭爸）、黃文星（飾假調查員）、何依霈（飾調查員）、許傑輝（飾豬母）、林佩君（飾總幹事）、吳鈴山（飾身障人士） |
| 第11集   | 現代嘉慶君11      | 豬哥亮（飾太子太保）、陳亞蘭（飾嘉慶君）、呂雪鳳（飾亮母）、邱逸峰（飾顧人遠）、安伯政（飾村民）、馬幼興（飾員外）、陳珮騏（飾小姐）、陳建隆（飾長工）、董舜豪（飾乞丐）、小咪（飾乞丐）、向娃（飾老鴇）、黃西田（飾有錢公子）、星卉（飾紅牌）、陳文山（飾前太守） |
| 第12集   | 現代嘉慶君12      | 豬哥亮（飾太子太保）、陳亞蘭（飾嘉慶君）、呂雪鳳（飾亮母）、邱逸峰（飾顧人遠）、曾莞婷（飾瘋女）、蘇億菁（飾媽媽）、狄志杰、伊正、何蓓蓓、白雲、李亮瑾 |
| 第12集   | 天生不對10        | 豬哥亮（飾兒子）、陳亞蘭（飾女兒）、方駿（飾蘭爸）、許傑輝（飾豬母）、李宣榕、安迪、蕭景鴻 |
| 第13集   | 現代嘉慶君13      | 豬哥亮（飾太子太保）、陳亞蘭（飾嘉慶君）、呂雪鳳（飾亮母）、邱逸峰（飾顧人遠）、楊昇達（飾總管）、蘇炳憲（飾員外）、白雲 (藝人)白雲（飾太子太保）、潘麗麗（飾婆婆）、林佑星                                                                                        |
| 第13集   | 天生不對11        | 豬哥亮（飾兒子）、陳亞蘭（飾女兒）、方駿（飾蘭爸）、許傑輝（飾豬母）、曾莞婷、吳鈴山 |
| 第14集   | 現代嘉慶君14      | 豬哥亮（飾太子太保）、陳亞蘭（飾嘉慶君）、呂雪鳳（飾亮母）、邱逸峰（飾顧人遠）、林玟誼（飾美女）、伊正（飾村長）、楊繡惠（飾村長夫人）、陳霆（飾家丁）、大愷（飾歹徒）                                                                                             |
| 第14集   | 天生不對12        | 豬哥亮（飾兒子）、陳亞蘭（飾女兒）、方駿（飾蘭爸）、許傑輝（飾豬母） |
| 第15集   | 現代嘉慶君15      | 豬哥亮（飾太子太保）、陳亞蘭（飾嘉慶君）、呂雪鳳（飾亮母）、邱逸峰（飾顧人遠）、李亮瑾（飾婦人）、丁力祺（飾江湖賣藥）、況明潔（飾江湖賣藥）、狄志杰、陳冠霖、潘逸安、林安迪、曾苡晴                                                                               |
| 第15集   | 天生不對13        | 豬哥亮（飾兒子）、陳亞蘭（飾女兒）、方駿（飾蘭爸）、許傑輝（飾豬母）、林韋君、沈世朋 |
| 第16集   | 現代嘉慶君16      | 豬哥亮（飾太子太保）、陳亞蘭（飾嘉慶君）、呂雪鳳（飾亮母）、邱逸峰（飾顧人遠）、王彩樺、伊正、林安迪、沈世朋 |
| 第16集   | 天生不對14        | 豬哥亮（飾兒子）、陳亞蘭（飾女兒）、方駿（飾蘭爸）、許傑輝（飾豬母）、白雲 |
| 第17集   | 現代嘉慶君17      | 豬哥亮（飾太子太保）、陳亞蘭（飾嘉慶君）、邱逸峰（飾顧人遠）、小咪（飾母親）、李亮瑾（飾小姐）、陳子強（飾親王）、馬幼興（飾縣令） |
| 第17集   | 天生不對15        | 豬哥亮（飾兒子）、陳亞蘭（飾女兒）、方駿（飾蘭爸）、許傑輝（飾豬母）、星卉（飾表妹）、陳冠霖 |
| 第18集   | 現代嘉慶君18      | 豬哥亮（飾太子太保）、陳亞蘭（飾嘉慶君）、呂雪鳳（飾亮母）、邱逸峰（飾顧人遠）、許仙姬、楊懷民、白雲 (藝人)白雲、林玟誼 |
| 第18集   | 天生不對16        | 豬哥亮（飾兒子）、陳亞蘭（飾女兒）、方駿（飾蘭爸）、許傑輝（飾豬母）、陳珮騏、李柔蓁、潘逸安 |
| 第19集   | 現代嘉慶君19      | 豬哥亮（飾太子太保）、陳亞蘭（飾嘉慶君）、呂雪鳳（飾亮母）、邱逸峰（飾顧人遠）、苗可麗（飾媳婦）、王滿嬌（飾婆婆）、伊正（飾兒子）、何冠穎（飾店小二） |
| 第19集   | 天生不對17        | 豬哥亮（飾兒子）、陳亞蘭（飾女兒）、方駿（飾蘭爸）、許傑輝（飾豬母）、陳孝萱（飾老婆）、唐豐（飾老公） |
| 第20集   | 現代嘉慶君20      | 豬哥亮（飾太子太保）、陳亞蘭（飾嘉慶君）、呂雪鳳（飾亮母）、邱逸峰（飾顧人遠）、伊正（飾書生）、丁力祺（飾水鬼）、王彩樺（飾水鬼）、林玟誼（飾妻子） |
| 第20集   | 天生不對18        | 豬哥亮（飾兒子）、陳亞蘭（飾女兒）、方駿（飾蘭爸）、許傑輝（飾豬母）、王豪（飾鄰居）、陳珮騏（飾鄰居）、董舜豪（飾男友） |
| 第21集   | 現代嘉慶君21      | 豬哥亮（飾太子太保）、陳亞蘭（飾嘉慶君）、呂雪鳳（飾亮母）、邱逸峰（飾顧人遠）、張立東（飾老闆）、林佑星（飾房客）、陳冠霖（飾房客）、星卉（飾縣官女兒）、陳霆（飾縣官）                                                                                           |
| 第21集   | 天生不對19        | 豬哥亮（飾兒子）、陳亞蘭（飾女兒）、方駿（飾蘭爸）、許傑輝（飾豬母）、林安迪（飾麵店老闆）、潘逸安（飾流氓）、璟宣（飾太妹） |
| 第22集   | 現代嘉慶君22      | 豬哥亮（飾太子太保）、陳亞蘭（飾嘉慶君）、呂雪鳳（飾亮母）、邱逸峰（飾顧人遠）、曾莞婷（飾村女）、王豪（飾村長）、黃鐙輝（飾仙人） |
| 第22集   | 天生不對20        | 豬哥亮（飾兒子）、陳亞蘭（飾女兒）、方駿（飾蘭爸）、許傑輝（飾豬母）、宥勝（飾網友）、惟毅（飾職員） |
| 第23集   | 現代嘉慶君23      | 豬哥亮（飾太子太保）、陳亞蘭（飾嘉慶君）、呂雪鳳（飾亮母）、邱逸峰（飾顧人遠）、張維錫（飾家丁）、沈世朋（飾員外）、陳珮騏（飾夫人） |
| 第23集   | 天生不對21        | 豬哥亮（飾兒子）、陳亞蘭（飾女兒）、方駿（飾蘭爸）、許傑輝（飾豬母）、星卉（飾太太）、陳冠霖（飾先生） |
| 第24集   | 現代嘉慶君24      | 豬哥亮（飾太子太保）、陳亞蘭（飾嘉慶君）、呂雪鳳（飾亮母）、邱逸峰（飾顧人遠）、陳淑芳（飾陳子強的母親）、陳慕義（飾縣官）、陳子強（飾天下第一刀）、曾苡晴（飾小姐）                                                                                               |
| 第24集   | 天生不對22        | 豬哥亮（飾兒子）、陳亞蘭（飾女兒）、方駿（飾蘭爸）、許傑輝（飾豬母）、李亮瑾（飾假女鬼）、璟宣（飾假女鬼）、何冠穎（飾警察） |
| 第25集   | 現代嘉慶君25      | 豬哥亮（飾太子太保）、陳亞蘭（飾嘉慶君）、呂雪鳳（飾亮母）、邱逸峰（飾顧人遠）、馬幼興（飾縣官）、何依霈（飾二夫人）、白雲（飾仵作）、楊繡惠（飾老婆） |
| 第25集   | 天生不對23        | 豬哥亮（飾兒子）、陳亞蘭（飾女兒）、方駿（飾蘭爸）、許傑輝（飾豬母）、陳冠霖（飾流氓）、陳文山（飾董事長） |
| 第26集   | 現代嘉慶君26      | 豬哥亮（飾太子太保）、陳亞蘭（飾嘉慶君）、呂雪鳳（飾亮母）、邱逸峰（飾顧人遠）、大愷（飾土匪）、林安迪（飾老爺）、星卉（飾丫鬟）、白雲（飾小姐） |
| 第26集   | 小鬼當家          | 豬哥亮（飾先生）、陳亞蘭（飾太太）、沈世朋（飾小孩）、陳珮騏（飾老師）、山豬（飾送Pizza的） |
| 第27集   | 泡妞專家          | 豬哥亮（飾董事長）、陳亞蘭（飾老闆娘）、伊正（飾泡妞專家）、陳子玄（飾美女） |
| 第27集   | 現代嘉慶君27      | 豬哥亮（飾太子太保）、陳亞蘭（飾嘉慶君）、呂雪鳳（飾亮母）、邱逸峰（飾顧人遠）、黃鐙輝（飾秀才）、Stacy（飾寡婦）、何依霈（飾老婆） |
| 第27集   | 天生不對24        | 豬哥亮（飾兒子）、陳亞蘭（飾女兒）、方駿（飾蘭爸）、許傑輝（飾豬母）、楊繡惠（飾單身女）、Terry（飾猛男）、國昌（飾猛男） |
| 第28集   | 笨賊一籮筐        | 豬哥亮（飾小偷）、陳亞蘭（飾小偷）、林佑星（飾小偷）、陳子玄（飾姪女） |
| 第28集   | 現代嘉慶君28      | 豬哥亮（飾太子太保）、陳亞蘭（飾嘉慶君）、呂雪鳳（飾亮母）、邱逸峰（飾顧人遠）、王中平（飾員外）、葉華（飾夫人）、伊正（飾狀元）、潘麗麗（飾乞丐） |
| 第28集   | 忘年之戀          | 豬哥亮（飾鄰居）、陳亞蘭（飾女友）、馬幼興（飾男友）、白雲（飾兒子）、鄭仲茵（飾女兒） |
| 第29集   | 現代嘉慶君29      | 豬哥亮（飾太子太保）、陳亞蘭（飾嘉慶君）、呂雪鳳（飾亮母）、邱逸峰（飾顧人遠）、李亮瑾（飾小姑）、何蓓蓓（飾大嫂）、黃鐙輝（飾師爺）、大愷（飾縣官） |
| 第29集   | 深藏不露          | 豬哥亮（飾清潔工）、陳亞蘭（飾總經理）、星卉（飾職員）、沈世朋（飾職員） |
| 第30集   | 現代嘉慶君30      | 豬哥亮（飾太子太保）、陳亞蘭（飾嘉慶君）、呂雪鳳（飾亮母）、邱逸峰（飾顧人遠）、鍾欣凌（飾姐姐）、夏語心（飾妹妹）、白雲（飾幫主） |
| 第30集   | 父女情深          | 豬哥亮（飾孤單老人）、陳亞蘭（飾媽媽）、林韋君（飾大女兒）、王晴（飾小女兒） |
| 第31集   | 幸運之吻          | 豬哥亮（飾哥哥）、陳亞蘭（飾妹妹）、何依霈（飾豬哥亮女友）、李亮瑾（飾陳亞蘭同事） |
| 第31集   | 現代嘉慶君31      | 豬哥亮（飾太子太保）、陳亞蘭（飾嘉慶君）、呂雪鳳（飾亮母）、邱逸峰（飾顧人遠）、袁儷珊（飾千金）、王惠五（飾水師提督）、王宇婕（飾保鑣）、伊正（飾海賊王） |
| 第31集   | 高檔女傭          | 豬哥亮（飾傭人）、陳亞蘭（飾老闆娘）、白雲（飾老闆）、邱辰恩（飾兒子）、大愷（飾牌咖）、何冠穎（飾警察） |
| 第32集   | 兒子有問題        | 豬哥亮（飾小學生）、陳亞蘭（飾媽媽）、林安迪（飾爸爸）、林玟誼（飾表妹）、黃鐙輝（飾表妹老公） |
| 第32集   | 現代嘉慶君32      | 豬哥亮（飾太子太保）、陳亞蘭（飾嘉慶君）、呂雪鳳（飾亮母）、邱逸峰（飾顧人遠）、王彩樺（飾青樓紅牌）、陳霆（飾青樓老闆）、翁立友（飾病夫） |
| 第32集   | 婚禮終結者        | 豬哥亮（飾新郎）、陳亞蘭（飾妹妹）、楊繡惠（飾媒人婆）、何冠穎（飾表弟）、璟宣（飾新娘） |
| 第33集   | 戒酒妙法          | 豬哥亮（飾先生）、陳亞蘭（飾太太）、李鳳新（飾朋友）、羅莉塔（飾女兒）、黃鐙輝（飾男朋友） |
| 第33集   | 現代嘉慶君33      | 豬哥亮（飾太子太保）、陳亞蘭（飾嘉慶君）、呂雪鳳（飾亮母）、邱逸峰（飾顧人遠）、陳珮騏（飾大嬸）、林安迪（飾大哥）、董舜豪（飾小弟） |
| 第33集   | 家有一老          | 豬哥亮（飾爸爸）、陳亞蘭（飾媳婦）、白雲（飾媳婦）、李興文（飾兒子）、黃泰安（飾兒子） |
| 第34集   | 現代嘉慶君34      | 豬哥亮（飾太子太保）、陳亞蘭（飾嘉慶君）、呂雪鳳（飾亮母）、邱逸峰（飾顧人遠）、王少偉（飾女婿）、楊繡惠（飾岳母）、林可唯（飾老婆） |
| 第34集   | 喜從天降          | 豬哥亮（飾先生）、陳亞蘭（飾老婆）、姚黛瑋（飾鄰居）、舒子晨（飾女兒）、卡古（飾狗主人） |
| 第35集   | 紅履奇緣          | 豬哥亮（飾爸爸）、陳亞蘭（飾女兒）、白雲（飾兒子）、唐豐（飾富二代） |
| 第35集   | 現代嘉慶君35      | 豬哥亮（飾太子太保）、陳亞蘭（飾嘉慶君）、呂雪鳳（飾亮母）、邱逸峰（飾顧人遠）、黃鐙輝（飾兒子）、伊正（飾員外） |
| 第35集   | 熱血特警          | 豬哥亮（飾刑警）、陳亞蘭（飾所長）、沈世朋（飾替代役）、黃泰安（飾黑道）、楊昇達（飾黑道大哥） |
| 第36集   | 亂世兒女情        | 豬哥亮（飾教授）、陳亞蘭（飾教授）、王彩樺（飾教授）、吳慷仁（飾學生）、謝欣穎（飾學生）、田中千繪（飾女兒） |
| 第36集   | 現代嘉慶君36      | 豬哥亮（飾太子太保）、陳亞蘭（飾嘉慶君）、呂雪鳳（飾亮母）、邱逸峰（飾顧人遠）、大愷（飾啞巴）、吳申梅（飾大愷老婆）、何依霈（飾老闆娘）、唐豐（飾老闆） |
| 第36集   | 醫美診所          | 豬哥亮（飾先生）、陳亞蘭（飾院長）、廖慧珍（飾太太）、李妍瑾（飾美女）、林玟誼（飾豬哥亮太太） |
| 第37集   | 現代嘉慶君37      | 豬哥亮（飾太子太保）、陳亞蘭（飾嘉慶君）、呂雪鳳（飾亮母）、邱逸峰（飾顧人遠）、林玟誼（飾小販）、黃雨欣（飾小姐）、江宏恩（飾縣官） |
| 第37集   | 落跑愛情          | 豬哥亮（飾爸爸）、陳亞蘭（飾媳婦）、九孔（飾兒子）、任賢齊（飾天王）、馬念先（飾警察）、廖慧珍（飾豬哥亮女兒） |
| 第38集   | 螺聲若響          | 豬哥亮（飾養父）、陳亞蘭（飾姐姐）、何依霈（飾妹妹）、白雲（飾哥哥）、伊正（飾哥哥） |
| 第38集   | 現代嘉慶君38      | 豬哥亮（飾太子太保）、陳亞蘭（飾嘉慶君）、呂雪鳳（飾亮母）、邱逸峰（飾顧人遠）、李若玹（飾女兒）、鄭仲茵（飾夫人）、陳文山（飾怪人） |
| 第38集   | 青春年代          | 豬哥亮（飾教官）、陳亞蘭（飾學生）、陳隨意（飾學生）、陳孝萱（飾學生） |
| 第39集   | 社群網站          | 豬哥亮（飾大哥）、陳亞蘭（飾妹妹）、黃文星（飾網友）、王晴（飾妹妹） |
| 第39集   | 現代嘉慶君39      | 豬哥亮（飾太子太保）、陳亞蘭（飾嘉慶君）、呂雪鳳（飾亮母）、邱逸峰（飾顧人遠）、黃鐙輝（飾養蚵人）、王彩樺（飾小姐）、伊正（飾縣官） |
| 第39集   | 商業間諜          | 豬哥亮（飾總經理）、陳亞蘭（飾主任）、沈世朋（飾職員）、李若弦（飾職員）、鄭奕（飾經理） |
| 第40集   | 戀戀火車頭        | 豬哥亮（飾孤單老人）、陳亞蘭（飾站長）、黃鐙輝（飾兒子）、劉美玲（飾媽媽）、星卉（飾鐵路檢察員） |
| 第40集   | 現代嘉慶君40      | 豬哥亮（飾太子太保）、陳亞蘭（飾嘉慶君）、黃文星（飾縣官）、呂雪鳳（飾亮母）、邱逸峰（飾顧人遠）、王晴（飾乾姐）、鍾欣凌（飾婦人）、亮哲（飾乾哥） |
| 第40集   | 午夜香吻          | 豬哥亮（飾大哥）、陳亞蘭（飾老闆）、陳冠霖（飾弟弟）、董舜豪（飾員工）、向娃（飾貴婦） |
| 第41集   | 犀利人夫          | 豬哥亮（飾先生）、陳亞蘭（飾妹妹）、林韋君（飾太太）、林煒（飾司機）、黃雨欣（飾小三） |
| 第41集   | 現代嘉慶君41      | 豬哥亮（飾太子太保）、陳亞蘭（飾嘉慶君）、呂雪鳳（飾亮母）、邱逸峰（飾顧人遠）、林玟誼（飾冤魂）、沈世朋（飾員外）、鄭奕（飾縣官） |
| 第41集   | 無限歡唱          | 豬哥亮（飾土財主）、陳亞蘭（飾經理）、陳冠霖（飾代書）、何依霈（飾美女）、張艾亞（飾美女）、廖慧珍（飾美女）、王宇婕（飾美女） |
| 第42集   | 茶餐廳風雲        | 豬哥亮（飾服務生）、陳亞蘭（飾大姐頭）、山豬（飾小弟）、黃雨欣（飾小妹）、趙正平（飾大哥）、林照雄（飾大哥大） |
| 第42集   | 現代嘉慶君42      | 豬哥亮（飾太子太保）、陳亞蘭（飾嘉慶君）、呂雪鳳（飾亮母）、邱逸峰（飾顧人遠）、陳冠霖（飾書生）、王彩樺（飾瘋女）、唐豐（飾縣官） |
| 第42集   | 診療室的春天      | 豬哥亮（飾院長）、陳亞蘭（飾護理長）、況明潔（飾董事長）、丁國琳（飾病患） |
| 第43集   | 賣菜趣            | 豬哥亮（飾攤販）、陳亞蘭（飾攤販）、劉雨柔（飾顧客）、伊正（飾顧客） |
| 第43集   | 現代嘉慶君43      | 豬哥亮（飾太子太保）、陳亞蘭（飾嘉慶君）、呂雪鳳（飾亮母）、邱逸峰（飾顧人遠）、王晴（飾助教）、陳隨意（飾地主）、白雲（飾書生） |
| 第43集   | 天王旅行社        | 豬哥亮（飾客人）、陳亞蘭（飾應徵者）、王少偉（飾老闆）、林玟誼（飾美女） |
| 第44集   | 失智老人          | 豬哥亮（飾爸爸）、陳亞蘭（飾大媳婦）、陳文山（飾大兒子）、林若亞（飾小媳婦）、大愷（飾小兒子） |
| 第44集   | 現代嘉慶君44      | 豬哥亮（飾太子太保）、陳亞蘭（飾嘉慶君）、呂雪鳳（飾亮母）、邱逸峰（飾顧人遠）、鄭仲茵（飾林佑星太太）、邰智源（飾老闆）、林佑星（飾少爺） |
| 第44集   | 愛情算一算        | 豬哥亮（飾爸爸）、陳亞蘭（飾姑姑）、楊烈（飾）、星卉（飾女兒）、張翰（飾兒子）、葉天倫（飾算命師）、黃鐙輝（飾楊烈兒子） |
| 第45集   | 色影師            | 豬哥亮（飾攝影師）、陳亞蘭（飾助理）、裴琳（飾女友）、田麗（飾美女） |
| 第45集   | 現代嘉慶君45      | 豬哥亮（飾太子太保）、陳亞蘭（飾嘉慶君）、呂雪鳳（飾亮母）、邱逸峰（飾顧人遠）、白雲（飾少爺）、伊正（飾乞丐）、陳霆（飾老爺） |
| 第45集   | 菜鳥警察          | 豬哥亮（飾警員）、陳亞蘭（飾警官）、宥勝（飾菜鳥員警）、莊凱勛（飾警員）、歐陽靖（飾報案人）、黑面（飾老闆）、簡嫚書 |
| 第46集   | 純真年代          | 豬哥亮（飾村長）、陳亞蘭（飾豬哥亮女兒）、盧彥澤（飾村民）、陳子玄（飾村民） |
| 第46集   | 現代嘉慶君46      | 豬哥亮（飾太子太保）、陳亞蘭（飾嘉慶君）、呂雪鳳（飾亮母）、邱逸峰（飾顧人遠）、王彩樺（飾老婆婆）、林玟誼（飾媳婦）、王惠五（飾村長） |
| 第46集   | 行船人戀曲        | 豬哥亮（飾大哥）、陳亞蘭（飾攤販）、陳冠霖（飾行船人）、曾治豪（飾小弟） 、楊昇達（飾小弟）、王宇婕（飾美女） |
| 第47集   | 路邊攤            | 豬哥亮（飾老爸）、陳亞蘭（飾女兒）、劉美玲（飾顧客）、陳雷（飾應徵者）、簡沛恩（飾顧客女兒） |
| 第47集   | 現代嘉慶君47      | 豬哥亮（飾太子太保）、陳亞蘭（飾嘉慶君）、呂雪鳳（飾亮母）、邱逸峰（飾顧人遠）、白雲（飾娘砲）、黃雨欣（飾女俠）、黃鐙輝（飾縣官） |
| 第47集   | 瘋狂同學會        | 豬哥亮（飾顧客）、陳亞蘭（飾老闆）、林佑星（飾顧客）、黃思婷（飾顧客）、廖慧珍（飾顧客） |
| 第48集   | 傷心往事          | 豬哥亮、陳亞蘭、丁力祺、黃鐙輝、鄭仲茵（飾客人） |
| 第48集   | 現代嘉慶君48      | 豬哥亮（飾太子太保）、陳亞蘭（飾嘉慶君）、呂雪鳳（飾亮母）、邱逸峰（飾顧人遠）、陳珮騏（飾老闆娘）、江國賓（飾老闆）、陳子強（飾兒子） |
| 第48集   | 寶貝托兒所        | 豬哥亮（飾）、陳亞蘭（飾院長）、簡沛恩（飾員工）、伊正（飾兒子）、王滿嬌（飾貴婦） |
| 第49集   | 肉粽伯            | 豬哥亮（飾肉粽伯）、陳亞蘭（飾顧客）、王宇婕（飾太妹）、璟宣（飾太妹）、黑面（飾黑道大哥） |
| 第49集   | 現代嘉慶君49      | 豬哥亮（飾太子太保）、陳亞蘭（飾嘉慶君）、呂雪鳳（飾亮母）、邱逸峰（飾顧人遠）、林玟誼（飾小姐）、王少偉（飾公子）、馬幼興（飾縣官） |
| 第49集   | 業務員風波        | 豬哥亮（飾推銷員）、陳亞蘭（飾太太）、李亮瑾（飾小姨）、林佑星（飾先生） |
| 第50集   | 獄中龍            | 豬哥亮（飾囚犯）、陳亞蘭（飾典獄長）、董舜豪（飾囚犯）、高捷（飾囚犯）、江宏恩（飾囚犯） |
| 第50集   | 現代嘉慶君50      | 豬哥亮（飾太子太保）、陳亞蘭（飾嘉慶君）、呂雪鳳（飾亮母）、邱逸峰（飾顧人遠）、沈世朋（飾囚犯）、馬幼興（飾縣官）、林玟誼（飾少奶奶） |
| 第50集   | 建設公司          | 豬哥亮（飾保全）、陳亞蘭（飾總經理）、王彩樺（飾貴婦）、陳文山（飾攤販）、米漿（飾黑道大哥） |
| 第51集   | 財務危機          | 豬哥亮（飾董事長）、陳亞蘭（飾副總）、璟宣（飾女兒）、伊正（飾實習生）、亮哲（飾實習生） |
| 第51集   | 現代嘉慶君51      | 豬哥亮（飾太子太保）、陳亞蘭（飾嘉慶君）、呂雪鳳（飾亮母）、邱逸峰（飾顧人遠）、陳隨意（飾漁夫）、楊繡惠（飾嬸嬸）、張佑鳴（飾舅舅） |
| 第51集   | 竹籬笆的冬天      | 豬哥亮（飾老兵）、陳亞蘭（飾老闆娘）、劉雨柔（飾妹妹）、林安迪（飾老兵）、白雲（飾老兵） |
| 第52集   | 青花瓷            | 豬哥亮（飾司機）、陳亞蘭（飾貴婦）、林韋君（飾小姐）、陳文山（飾司機） |
| 第52集   | 現代嘉慶君52      | 豬哥亮（飾太子太保）、陳亞蘭（飾嘉慶君）、呂雪鳳（飾亮母）、邱逸峰（飾顧人遠）、王彩樺（飾格格）、林佑星（飾狀元）、陳瓊美（飾老婦人） |
| 第52集   | 代理孕母          | 豬哥亮（飾先生）、陳亞蘭（飾太太）、董舜豪（飾司機）、游詩璟（飾代理孕母） |
| 第53集   | 魔法占卜術        | 豬哥亮（飾老光棍）、陳亞蘭（飾占卜師）、李若玹（飾美女）、舒子晨（飾美女）、廖慧珍（飾小姐） |
| 第53集   | 現代嘉慶君53      | 豬哥亮（飾太子太保）、陳亞蘭（飾嘉慶君）、呂雪鳳（飾亮母）、邱逸峰（飾顧人遠）、岳虹（飾婦人）、李亮瑾（飾徒弟）、蘇炳憲（飾縣官） |
| 第53集   | 花店物語          | 豬哥亮（飾老闆）、陳亞蘭（飾董事長）、璟宣（飾女友）、王少偉（飾男友） |
| 第54集   | 吃麵趣            | 豬哥亮（飾顧客）、陳亞蘭（飾老闆娘）、黃文星（飾男友）、夏語心（飾女友）、李柔蓁（飾小朋友） |
| 第54集   | 現代嘉慶君54      | 豬哥亮（飾太子太保）、陳亞蘭（飾嘉慶君）、呂雪鳳（飾亮母）、邱逸峰（飾顧人遠）、白雲（飾江湖術士）、盧彥澤（飾書生）、陳子玄（飾女兒） |
| 第54集   | 世事難料          | 豬哥亮（飾主任）、陳亞蘭（飾董事長）、王彩樺（飾職員）、林佑星（飾經理） |
| 第55集   | 豬公館            | 豬哥亮（飾流浪漢）、陳亞蘭（飾女友）、丁力祺（飾男友）、林玟誼（飾女友） |
| 第55集   | 現代嘉慶君55      | 豬哥亮（飾太子太保）、陳亞蘭（飾嘉慶君）、呂雪鳳（飾亮母）、邱逸峰（飾顧人遠）、黃思婷（飾小姐）、伊正（飾學政大人）、陳隨意（飾秀才） |
| 第55集   | 寶貝女兒          | 豬哥亮（飾爸爸）、陳亞蘭（飾姐姐）、簡沛恩（飾女兒）、董舜豪（飾未婚夫）、沈世朋（飾未婚夫） |
| 第56集   | 結婚紀念日        | 豬哥亮（飾先生）、陳亞蘭（飾太太）、馬國畢（飾好友）、李亮瑾（飾業務員） |
| 第56集   | 現代嘉慶君56      | 豬哥亮（飾太子太保）、陳亞蘭（飾嘉慶君）、呂雪鳳（飾亮母）、邱逸峰（飾顧人遠）、鄭仲茵（飾老闆娘）、黃鐙輝（飾逃兵）、林安迪（飾總兵大人） |
| 第56集   | 一日店長          | 豬哥亮（飾員工）、陳亞蘭（飾老闆）、沈世朋（飾員工）、王宇婕（飾顧客）、璟宣（飾顧客） |
| 第57集   | 愛呦喂阿          | 豬哥亮（飾大哥）、陳亞蘭（飾清潔工）、楊昇達(飾小弟)、張艾亞(飾千金小姐)、王少偉(飾路人) |
| 第57集   | 現代嘉慶君57      | 豬哥亮（飾太子太保）、陳亞蘭（飾嘉慶君）、呂雪鳳（飾亮母）、邱逸峰（飾顧人遠）、彭曉彤(飾老闆娘)、王彩樺(飾老闆娘)、陳子強(飾神秘客) |
| 第57集   | 極道之家          | 豬哥亮（飾怪叔叔）、陳亞蘭（飾媽媽）、陳文山(飾爸爸)、董舜豪(飾兒子)、陳隨意(飾兒子) |
| 第58集   | 久別重逢          | 豬哥亮（飾老闆）、陳亞蘭（飾清潔工）、伊正(飾弟弟)、李亮瑾(飾女兒) |
| 第58集   | 現代嘉慶君58      | 豬哥亮（飾太子太保）、陳亞蘭（飾嘉慶君）、呂雪鳳（飾亮母）、邱逸峰（飾顧人遠）、白雲(飾大夫)、林安迪(飾員外)、李若玹(飾女鬼) |
| 第58集   | 欠債風波          | 豬哥亮(飾哥哥)、陳亞蘭(飾妹妹)、米漿(飾黑道老大)、簡沛恩(飾員工)、王宇婕(飾前女友) |
| 第59集   | 保全難為          | 豬哥亮(飾保全)、陳亞蘭(飾太太)、劉美玲(飾老婆)、沈世朋(飾先生)、王思佳(飾美女) |
| 第59集   | 現代嘉慶君59      | 豬哥亮（飾太子太保）、陳亞蘭（飾嘉慶君）、呂雪鳳（飾亮母）、邱逸峰（飾顧人遠）、陳子玄(飾攤販)、伊正(飾總兵大人)、鄭仲茵(飾仇家) |
| 第59集   | 瘋狂蛋糕店        | 豬哥亮(飾老伯)、陳亞蘭(飾媽媽)、楊慶煌(飾爸爸)、薇如(飾女兒) |
| 第60集   | 新春回鄉記        | 豬哥亮(飾師父)、陳亞蘭(飾女友媽媽)、陳子強(飾徒弟)、丁力祺(飾兒子)、李亮瑾(飾女友) |
| 第60集   | 現代嘉慶君60      | 豬哥亮（飾太子太保）、陳亞蘭（飾乾隆帝、嘉慶君）、呂雪鳳（飾亮母）、邱逸峰（飾顧人遠）、沈世朋(飾文華閣大學士)、董舜豪(飾內務府總管)、陳珮騏(飾秀女)、廖慧珍(飾格格)、安迪(飾老師)                                                                                 |
| 第60集   | 三朵花回娘家      | 豬哥亮(飾大女婿)、陳亞蘭(飾媽媽)、王彩樺(飾二女兒)、林美秀(飾三女兒)、素珠(飾大女兒)、白雲(飾二女婿)、馬國畢(飾追求者) |
| 第61集   | 阿蘭碗粿店        | 豬哥亮(飾落魄人)、陳亞蘭(飾姐姐)、黃雨欣(飾妹妹)、馬國畢(飾落魄人) |
| 第61集   | 現代嘉慶君61      | 豬哥亮（飾太子太保）、陳亞蘭（飾嘉慶君）、呂雪鳳（飾亮母）、邱逸峰（飾顧人遠）、檢場(飾老伯)、林佑星(飾兒子)、璟宣(飾千金小姐)、林珮君(飾媽媽) |
| 第61集   | 天方夜譚          | 豬哥亮(飾先生)、陳亞蘭(飾太太)、白雲(飾燈神)、王晴(飾美女) |
| 第62集   | 少年特攻隊        | 豬哥亮(飾高中生)、陳亞蘭(飾老闆娘)、吳克群(飾高中生)、王宇婕(飾美女)、黃鐙輝(飾高中生)、小鐘(飾高中生) |
| 第62集   | 現代嘉慶君62      | 豬哥亮（飾太子太保）、陳亞蘭（飾嘉慶君）、呂雪鳳（飾亮母）、邱逸峰（飾顧人遠）、岳虹(飾夫人)、王彩樺(飾小姐)、江宏恩(飾縣官) |
| 第62集   | 富豪保鑣          | 豬哥亮(飾富豪)、陳亞蘭(飾保鑣)、姚黛瑋(飾富太太)、王晴(飾女兒)、馬國畢(飾兒子) |
| 第63集   | 現代嘉慶君63      | 豬哥亮（飾太子太保）、陳亞蘭（飾嘉慶君）、呂雪鳳（飾亮母）、邱逸峰（飾顧人遠）、李若弦(飾小姐)、林佑星(飾)、陳文山(飾員外)、陳冠霖(飾縣官)、董舜豪(飾妖怪) |
| 第63集   | 防不勝防          | 豬哥亮(飾)、陳亞蘭(飾)、汪東成(飾)、李亮瑾(飾) |
| 第64集   | 好心有好報        | 豬哥亮(飾病患)、陳亞蘭(飾醫生)、林玟誼(飾小姐)、王滿嬌(飾) |
| 第64集   | 現代嘉慶君64      | 豬哥亮（飾太子太保）、陳亞蘭（飾嘉慶君）、呂雪鳳（飾亮母）、邱逸峰（飾顧人遠）、陳隨意(飾和尚)、江國賓(飾八府巡按)、白雲(飾黑衣人) |
| 第64集   | 神秘日記          | |
| 第65集   | 五星魚乾女        | 豬哥亮(飾房客)、陳亞蘭(飾姐姐)、柯佳嬿(飾妹妹)、莫允雯(飾房客)、葉天倫(飾房客)、高盟傑(飾部落客)、廖慧珍(飾老闆娘) |
| 第65集   | 現代嘉慶君65      | 豬哥亮（飾太子太保）、陳亞蘭（飾嘉慶君）、呂雪鳳（飾亮母）、邱逸峰（飾顧人遠）、沈世朋(飾員外)、陳珮騏(飾夫人)、李亮瑾(飾)、葉華(飾瘋女) |
| 第65集   | 意料之外          | 豬哥亮(飾清潔工)、陳亞蘭(飾太太)、陳隨意(飾先生)、王彩樺(飾美女) |
| 第66集   | 天王山宿          | 豬哥亮(飾老闆)、陳亞蘭(飾老闆娘)、璟瑄(飾旅客)、小鐘(飾旅客) |
| 第66集   | 現代嘉慶君66      | 豬哥亮（飾太子太保）、陳亞蘭（飾嘉慶君）、呂雪鳳（飾亮母）、邱逸峰（飾顧人遠）、大愷(飾公子)、李若弦(飾乞婆)、陳珮騏(飾老闆娘)、陳文山(飾老闆) |
| 第66集   | 一件舊西裝        | 豬哥亮(飾管家)、陳亞蘭(飾董事長)、林佑星(飾總經理)、林玟誼(飾女友) |
| 第67集   | 奇怪同學會        | 豬哥亮(飾同學)、陳亞蘭(飾同學)、王彩樺(飾同學)、李興文(飾同學)、丁力祺(飾同學) |
| 第67集   | 現代嘉慶君67      | 豬哥亮（飾太子太保）、陳亞蘭（飾嘉慶君）、黃文星(飾公子)、岳虹(飾夫人)、呂雪鳳（飾亮母）、邱逸峰（飾顧人遠）、伊正(飾員外) |
| 第67集   | 菜鳥男公關        | 豬哥亮（飾農夫）、陳亞蘭（飾老闆娘）、夏語心（飾顧客）、沈世朋（飾顧客）、米漿（飾顧客） |
| 第68集   | 親家愛計較        | 豬哥亮（飾爸爸）、陳亞蘭（飾姐姐）、王晴(飾女兒)、陳隨意(飾弟弟) |
| 第68集   | 現代嘉慶君68      | 豬哥亮（飾太子太保）、陳亞蘭（飾嘉慶君）、呂雪鳳（飾亮母）、邱逸峰（飾顧人遠）、王彩樺(飾夫人)、小咪(飾織女)、紀麗如(飾喜鵲) |
| 第68集   | 畢業旅行          | 豬哥亮(飾學生)、陳亞蘭(飾教官)、王少偉(飾學生)、李亮瑾(飾學生) |
| 第69集   | 阿蘭精品店        | 豬哥亮(飾董事長)、陳亞蘭(飾老闆娘)、王宇婕(飾美女)、況明潔(飾歐巴桑) |
| 第69集   | 現代嘉慶君69      | 豬哥亮（飾太子太保）、陳亞蘭（飾嘉慶君）、呂雪鳳（飾亮母）、邱逸峰（飾顧人遠）、陳珮騏(飾冤魂)、馬國畢(飾縣官)、周明增(飾道士)、楊烈(飾河神) |
| 第69集   | 萬能機器人        | 豬哥亮(飾助理)、陳亞蘭(飾貴婦)、王少偉(飾科學家)、陳子玄(飾女兒)、沈世朋(飾老闆) |
| 第70集   | 七逃人的運命      | 豬哥亮(飾老大)、陳亞蘭(飾保鑣)、楊昇達(飾小弟)、林佑星(飾小弟)、裴琳(飾太太) |
| 第70集   | 現代嘉慶君70      | 豬哥亮（飾太子太保）、陳亞蘭（飾嘉慶君）、呂雪鳳（飾亮母）、邱逸峰（飾顧人遠）、陳子強(飾公子)、伊正(飾縣官)、王豪(飾員外) |
| 第70集   | 阿蘭西藥房        | 豬哥亮(飾顧客)、陳亞蘭(飾老闆)、向娃(飾女友)、璟瑄(飾美女)、檢場(飾顧客) |
| 第71集   | 冤家路窄          | 豬哥亮(飾病患)、陳亞蘭(飾醫生)、黃西田(飾病患)、廖慧珍(飾女兒)、陳隨意(飾病患) |
| 第71集   | 現代嘉慶君71      | 豬哥亮（飾太子太保）、陳亞蘭（飾嘉慶君）、呂雪鳳（飾亮母）、邱逸峰（飾顧人遠）、陳瓊美(飾老闆娘)、陳珮騏(飾苦命女)、丁力祺(飾長工)、黑面(飾縣官) |
| 第71集   | 真愛找麻煩        | 豬哥亮(飾老公)、陳亞蘭(飾老婆)、李亮瑾(飾美女)、勇兔(飾快遞) |
| 第72集   | 私房錢大作戰      | 豬哥亮(飾先生)、陳亞蘭(飾太太)、裴琳(飾女兒)、王少偉(飾可憐人) |
| 第72集   | 現代嘉慶君72      | 豬哥亮（飾太子太保）、陳亞蘭（飾嘉慶君）、呂雪鳳（飾亮母）、邱逸峰（飾顧人遠）、張琴(飾婆婆)、陳曉菁(飾女兒)、陳隨意(飾員外) |
| 第72集   | 老闆不是人        | 豬哥亮（飾老闆）、陳亞蘭（飾妹妹）、伊正(飾哥哥)、陳文山(飾員工) |
| 第73集   | 空中驚魂          | 豬哥亮（飾航警）、陳亞蘭（飾組長）、陳珮騏(飾乘客)、黑面(飾乘客)、劉美玲(飾乘客) |
| 第73集   | 現代嘉慶君73      | 豬哥亮（飾太子太保）、陳亞蘭（飾嘉慶君）、呂雪鳳（飾亮母）、邱逸峰（飾顧人遠）、李柔蓁(飾小女孩)、岳虹(飾奶奶)、林佑星(飾員外)、王彩樺(飾婦人) |
| 第73集   | 一個屋簷下        | 豬哥亮（飾室友）、陳亞蘭（飾小三）、林韋君(飾太太)、沈世朋(飾先生)、黃鐙輝(飾室友) |
| 第74集   | 鐘點幫傭          | 豬哥亮(飾)、陳亞蘭(飾)、檢場(飾)、馬國畢(飾) |
| 第74集   | 現代嘉慶君74      | 豬哥亮（飾太子太保）、陳亞蘭（飾嘉慶君）、呂雪鳳（飾亮母）、邱逸峰（飾顧人遠）、王豪(飾路人)、林韋君(飾路人)、陳隨意(飾員外) |
| 第74集   | 黑色企業          | 豬哥亮（飾董事長）、陳亞蘭（飾董事長）、丁力祺（飾經理）、王惠五（飾董事長）、曾甜(飾太太) |
| 第75集   | 烏龍告白          | 豬哥亮(飾追求者)、陳亞蘭(飾被追求者)、陳冠霖(飾追求者)、白雲(飾大師) |
| 第75集   | 現代嘉慶君75      | 豬哥亮（飾太子太保）、陳亞蘭（飾嘉慶君）、呂雪鳳（飾亮母）、邱逸峰（飾顧人遠）、李亮瑾(飾姑娘)、陳瓊美(飾母親)、陳文山(飾員外)、周明增(飾風水師) |
| 第75集   | 整形外科          | 豬哥亮(飾院長)、陳亞蘭(飾護士)、山豬(飾顧客)、丁力祺(飾顧客)、王晴(飾顧客) |
| 第76集   | 一夜風流          | 豬哥亮(飾先生)、陳亞蘭(飾太太)、王豪(飾管家)、王少偉(飾兒子)、璟瑄(飾女友) |
| 第76集   | 現代嘉慶君76      | 豬哥亮（飾太子太保）、陳亞蘭（飾嘉慶君）、呂雪鳳（飾亮母）、邱逸峰（飾顧人遠）、王彩樺(飾老闆娘)、白雲(飾太子)、黃鐙輝(飾縣官) |
| 第76集   | 社區管理員        | 豬哥亮(飾管理員)、陳亞蘭(飾訪客)、王宇婕(飾住戶)、王凱(飾住戶)、周明增(飾住戶) |
| 第77集   | 天生不對 露營風波 | 豬哥亮（飾兒子）、陳亞蘭（飾女兒）、方駿（飾蘭爸）、許傑輝（飾豬母）、林韋君（飾救難隊長）、馬幼興（飾生態攝影師） |
| 第77集   | 現代嘉慶君77      | 豬哥亮（飾太子太保）、陳亞蘭（飾嘉慶君）、呂雪鳳（飾亮母）、邱逸峰（飾顧人遠）、馬國畢（飾馬員外）、伊正（飾鬼王）、董舜豪（飾孤魂野鬼）、陳珮騏（飾馬夫人） |
| 第77集   | 獨居老人          | 豬哥亮（飾獨居老人）、陳亞蘭（飾志工）、許鈞鈞（飾志工）、岳虹（飾前妻）、黃鐙輝（飾兒子） |
| 第78集   | 賠錢也賠命        | 豬哥亮（飾爸爸）、馬國畢（飾兒子）、陳孝萱（飾）、陳亞蘭（飾醫生） |
| 第78集   | 現代嘉慶君78      | 豬哥亮（飾太子太保）、陳亞蘭（飾嘉慶君）、呂雪鳳（飾亮母）、邱逸峰（飾顧人遠）、游詩璟（飾當地人）、馬國賢（飾當地人）、馬幼興（飾龍王）、陳曉菁（飾紡織店老闆娘）、黃鐙輝（飾飲料店老闆）、吳淑敏（飾飲料店老闆娘）                                               |
| 第78集   | 敗家老爸          | 豬哥亮（飾豬老爸）、陳亞蘭（飾房東）、李亮瑾（飾豬女兒）、白吉勝（阿Ben）（飾男朋友） |
| 第79集   | 亞蘭幸福日常      | 豬哥亮（飾兒子）、陳亞蘭（飾女兒）、方駿（飾蘭爸）、許傑輝（飾豬母）、王彩樺（飾亞蘭好友）、況明潔（飾亞蘭好友）、何冠穎（飾好友老公） |
| 第79集   | 現代嘉慶君79      | 豬哥亮（飾太子太保）、陳亞蘭（飾嘉慶君）、呂雪鳳（飾亮母）、邱逸峰（飾顧人遠）、楊綉惠（飾仙姑）、蘇丙憲（飾囯老）、璟宣（飾員外女兒） |
| 第79集   | 現代嘉慶君80      | 豬哥亮（飾太子太保）、陳亞蘭（飾嘉慶君）、呂雪鳳（飾亮母）、邱逸峰（飾顧人遠）、陳文山（飾縣令）、伊正（飾一等護衛） |
| 第80集   | 台北城諜影        | 豬哥亮（飾老闆）、陳亞蘭（飾舊情人）、林韋君（飾大佐女兒）、孔锵（飾老樂師）、楊慶煌（飾特務） |
| 第80集   | 現代嘉慶君81      | 豬哥亮（飾太子太保）、陳亞蘭（飾嘉慶君）、呂雪鳳（飾亮母）、邱逸峰（飾顧人遠）、董舜豪（飾老公）、陳珮騏（飾老婆）、吳敏（飾賊婆） |
| 第80集   | 管家我最大        | 豬哥亮（飾管家）、陳亞蘭（飾大姐）、沈世朋（飾老闆）、白雲（飾黑道老大）、王宇婕（飾老闆娘） |
| 第81集   | 現代嘉慶君82      | 豬哥亮（飾太子太保）、陳亞蘭（飾嘉慶君）、呂雪鳳（飾亮母）、邱逸峰（飾顧人遠）、劉曉憶（飾老闆娘）、黃文星（飾弟弟）、李若璇（飾姐姐） |
| 第81集   | 現代嘉慶君83      | 豬哥亮（飾太子太保）、陳亞蘭（飾嘉慶君）、呂雪鳳（飾亮母）、邱逸峰（飾顧人遠）、黑面（飾師爺）、馬幼興（飾縣令）、何依霈（飾妹妹）、鄭奕（飾哥哥） |
| 第81集   | 烤番薯            | 豬哥亮（飾老闆）、陳亞蘭（飾警察）、王少偉（飾客人）、李亮瑾（飾客人）、林珮君（飾客人） |
| 第82集   | 飲料店            | 豬哥亮（飾古早茶老闆）、陳亞蘭（飾果汁店老闆）、張愛雅（飾小呀呀）、馬囯畢（飾小畢畢）、白雲（飾客人） |
| 第82集   | 現代嘉慶君84      | 豬哥亮（飾太子太保）、陳亞蘭（飾嘉慶君）、呂雪鳳（飾亮母）、邱逸峰（飾顧人遠）、黃鐙煇（飾山賊）、黃露瑤（飾村長女兒）、黃西田（飾村長）、鄭奕（飾哥哥） |
| 第82集   | 綁票案            | 豬哥亮（飾豬兒子）、陳亞蘭（飾亞蘭）、方駿（飾蘭爸）、許傑輝（飾豬母）、廖慧珍（飾愛慕者）、NONO（飾警察） |
| 第83集   | 職場風雲          | 豬哥亮（飾阿伯）、陳亞蘭（飾特助）、陳佩騏（飾秘書）、董舜豪（飾打雜小弟）、陳冠霖（飾總經理） |
| 第83集   | 現代嘉慶君85      | 豬哥亮（飾太子太保）、陳亞蘭（飾嘉慶君）、呂雪鳳（飾亮母）、邱逸峰（飾顧人遠）、何依霈（飾麻花捲女兒）、陳瓊美（飾麻花捲媽媽）、陳玉玫（飾麻花捲傭人） |
| 第83集   | 情敵相見          | 豬哥亮（飾豬哥）、陳亞蘭（飾亞蘭）、簡沛恩（飾沛恩）、白雲（飾白雲）、向娃（飾向娃） |
| 第84集   | 現代嘉慶君86      | 豬哥亮（飾太子太保）、陳亞蘭（飾嘉慶君）、呂雪鳳（飾亮母）、邱逸峰（飾顧人遠）、郑仲茵（飾小老婆）、蘇丙憲（飾員外表弟）、伊正（飾員外）、林珮君（飾大老婆） |
| 第84集   | 現代嘉慶君87      | 豬哥亮（飾太子太保）、陳亞蘭（飾嘉慶君）、呂雪鳳（飾亮母）、邱逸峰（飾顧人遠）、白雲（飾縣令）、陳子玄（飾犯人）、检场（飾判官） |
| 第84集   | 爺爺奶奶          | 豬哥亮（飾老公）、陳亞蘭（飾老婆）、NONO（飾醫生）、方駿（飾爺爺）、吳敏（飾奶奶） |
| 第85集   | 門不當            | 豬哥亮（飾阿伯）、陳亞蘭（飾有錢人女兒）、苗真（飾里長）、曾莞婷（飾鄰居）、楊慶煌（飾有錢人） |
| 第85集   | 現代嘉慶君88      | 豬哥亮（飾太子太保）、陳亞蘭（飾嘉慶君）、呂雪鳳（飾亮母）、邱逸峰（飾顧人遠）、朱海君（飾老闆）、馬國畢（飾屠夫）、白雲（飾保正） |
| 第85集   | 爲了三百萬        | 豬哥亮（飾董事長）、陳亞蘭（飾姐姐）、王彩樺（飾妹妹）、黑面（飾助理） |

## 收視率
| 播映日期       | 週數 | 收視平均 | 與週比上較 | 排名 | 集數 | 備註 |
| -------------- | ---- | -------- | ---------- | ---- | ---- | --- |
| 2014年12月21日 | 1    | 3.66     |            | 1    | 1    | 延長至22點20分 創華視多年來週日綜藝節目收視率最佳紀錄，勇奪全國冠軍。首集收視最高點落在短劇「現代嘉慶君」(單分鐘收視率4.79%)。 |
| 2014年12月28日 | 2    | 3.47     | ▼0.19      | 2    | 2    | 延長至22點20分 |
| 2015年1月4日   | 3    | 3.58     | ▲0.11      | 2    | 3    | 收視最高點在短劇「天生不對」，收視率4.43% |
| 2015年1月11日  | 4    | 4.02     | ▲0.44      | 2    | 4    | 延長至22點10分 |
| 2015年1月18日  | 5    | 3.71     | ▼0.31      | 2    | 5    | 延長至22點10分 |
| 2015年1月25日  | 6    | 3.73     | ▲0.02      | 2    | 6    | |
| 2015年2月1日   | 7    | 3.73     | (＝)中立   | 2    | 7    | |
| 2015年2月8日   | 8    | 3.53     | ▼0.20      | 2    | 8    | |
| 2015年2月15日  | 9    | 3.58     | ▲0.05      | 2    | 9    | |
| 2015年2月22日  | 10   | 3.56     | ▼0.02      | 1    | 10   | 新春創下收視佳績，打敗無線三台，榮登同時段全國第一，4歲以上總平均高達3.56，吸引了786,000 (約近80萬) 總收視人口，亮眼成績激勵了幕前幕後的眾人。視第一高點為「現代嘉慶君」單元達4.46，陳亞蘭以歌仔戲女扮男裝的俊帥扮相演出，吸引了985,000 (約近百萬) 總收視人口。豬哥亮節目收視奪冠、電影票房稱霸，堪稱雙料冠軍！ |
| 2015年3月1日   | 11   | 3.65     | ▲0.09      | 2    | 11   | |
| 2015年3月8日   | 12   | 3.81     | ▲0.16      | 2    | 12   | |
| 2015年3月15日  | 13   | 3.54     | ▼0.27      | 2    | 13   | |
| 2015年3月22日  | 14   | 3.70     | ▲0.16      | 2    | 14   | |
| 2015年3月29日  | 15   | 3.43     | ▼0.27      | 2    | 15   | |
| 2015年4月5日   | 16   | 2.92     | ▼0.51      | 2    | 16   | |
| 2015年4月12日  | 17   | 3.54     | ▲0.62      | 2    | 17   | 延長至22點05分 |
| 2015年4月19日  | 18   | 3.30     | ▼0.24      | 2    | 18   | 延長至22點15分 |
| 2015年4月26日  | 19   | 3.65     | ▲0.35      | 2    | 19   | 延長至22點15分 |
| 2015年5月3日   | 20   | 3.36     | ▼0.29      | 2    | 20   | |
| 2015年5月10日  | 21   | 3.15     | ▼0.21      | 2    | 21   | |
| 2015年5月17日  | 22   | 3.05     | ▼0.10      | 2    | 22   | |
| 2015年5月24日  | 23   | 3.68     | ▲0.63      | 2    | 23   | |
| 2015年5月31日  | 24   | 3.23     | ▼0.45      | 2    | 24   | |
| 2015年6月7日   | 25   | 3.21     | ▼0.02      | 2    | 25   | |
| 2015年6月14日  | 26   | 3.31     | ▲0.10      | 2    | 26   | |
| 2015年6月21日  | 27   | 3.60     | ▲0.29      | 2    | 27   | |
| 2015年6月28日  | 28   | 3.15     | ▼0.45      | 2    | 28   | |
| 2015年7月5日   | 29   | 3.37     | ▲0.22      | 2    | 29   | |
| 2015年7月12日  | 30   | 3.61     | ▲0.24      | 2    | 30   | |
| 2015年7月19日  | 31   | 2.93     | ▼0.68      | 2    | 31   | |
| 2015年7月26日  | 32   | 3.19     | ▲0.26      | 2    | 32   | |
| 2015年8月2日   | 33   | 2.88     | ▼0.31      | 2    | 33   | |
| 2015年8月9日   | 34   | 2.86     | ▼0.02      | 2    | 34   | |
| 2015年8月16日  | 35   | 3.30     | ▲ 0.44     | 2    | 35   | |
| 2015年8月23日  | 36   | 3.27     | ▼ 0.03     | 2    | 36   | |
| 2015年8月30日  | 37   | 3.31     | ▲0.04      | 2    | 37   | |
| 2015年9月6日   | 38   | 3.04     | ▼0.27      | 2    | 38   | |
| 2015年9月13日  | 39   | 3.22     | ▲0.18      | 2    | 39   | |
| 2015年9月20日  | 40   | 3.07     | ▼0.15      | 2    | 40   | |
| 2015年9月27日  | 41   | 2.82     | ▼0.25      | 2    | 41   | |
| 2015年10月4日  | 42   | 2.96     | ▲0.14      | 3    | 42   | |
| 2015年10月11日 | 43   | 3.38     | ▲0.42      | 3    | 43   | |
| 2015年10月18日 | 44   | 2.97     | ▼0.41      | 2    | 44   | |
| 2015年10月25日 | 45   | 2.87     | ▼0.10      | 3    | 45   | |
| 2015年11月1日  | 46   | 3.52     | ▲0.65      | 2    | 46   | |
| 2015年11月8日  | 47   | 3.19     | ▼0.33      | 2    | 47   | |
| 2015年11月15日 | 48   | 3.13     | ▼0.06      | 2    | 48   | |
| 2015年11月22日 | 49   | 3.18     | ▲0.05      | 2    | 49   | |
| 2015年11月29日 | 50   | 3.13     | ▼0.05      | 2    | 50   | |
| 2015年12月6日  | 51   | 3.79     | ▲0.66      | 2    | 51   | |
| 2015年12月13日 | 52   | 3.27     | ▼0.52      | 2    | 52   | |
| 2015年12月20日 | 53   | 3.27     | (＝)中立   | 2    | 53   | |
| 2015年12月27日 | 54   | 3.62     | ▲0.35      | 2    | 54   | |
| 2016年1月3日   | 55   | 3.04     | ▼0.58      | 2    | 55   | |
| 2016年1月10日  | 56   | 3.37     | ▲0.33      | 2    | 56   | |
| 2016年1月17日  | 57   | 3.36     | ▼0.01      | 2    | 57   | |
| 2016年1月24日  | 58   | 3.59     | ▲0.23      | 2    | 58   | |
| 2016年1月31日  | 59   | 2.98     | ▼0.61      | 2    | 59   | |
| 2016年2月7日   | 60   | 2.68     | ▼0.30      | 2    | 60   | 農曆過年特別節目 華視天王豬哥秀慶猴年：3.05 華視天王豬哥秀旺猴年：3.02 華視天王豬哥秀樂猴年：2.32 華視天王豬哥秀迎猴年：2.31 |
| 2016年2月14日  | 61   | 3.31     | ▲0.63      | 2    | 61   | |
| 2016年2月21日  | 62   | 3.49     | ▲0.18      | 2    | 62   | |
| 2016年2月28日  | 63   | 2.69     | ▼0.80      | 2    | 63   | |
| 2016年3月6日   | 64   | 3.16     | ▲0.47      | 2    | 64   | |
| 2016年3月13日  | 65   | 3.54     | ▲0.38      | 2    | 65   | |
| 2016年3月20日  | 66   | 3.11     | ▼0.43      | 2    | 66   | |
| 2016年3月27日  | 67   | 2.93     | ▼0.18      | 2    | 67   | |
| 2016年4月3日   | 68   | 2.87     | ▼0.06      | 2    | 68   | |
| 2016年4月10日  | 69   | 3.09     | ▲0.22      | 2    | 69   | |
| 2016年4月17日  | 70   | 3.20     | ▲0.11      | 2    | 70   | |
| 2016年4月24日  | 71   | 3.53     | ▲0.33      | 2    | 71   | |
| 2016年5月1日   | 72   | 2.79     | ▼0.74      | 2    | 72   | |
| 2016年5月8日   | 73   | 2.97     | ▲0.18      | 2    | 73   | |
| 2016年5月15日  | 74   | 3.06     | ▲0.09      | 2    | 74   | |
| 2016年5月22日  | 72   | 3.28     | ▲0.22      | 2    | 75   | |
| 2016年5月29日  | 76   | 3.01     | ▼0.27      | 2    | 76   | 停播前最後一集 |
| 2017年7月1日   | 77   | 2.08     | ▼0.93      | 2    | 77   | 首集每分鐘收視人口約為45萬9千人，經典單元《現代嘉慶君》瞬間最高收視2.58，55歲以上平均收視高達4.04，改名為超級天王豬哥秀 |
| 2017年7月8日   | 78   | 2.02     | ▼0.06      | 2    | 78   | |
| 2017年7月15日  | 79   | 1.75     | ▼0.27      | 2    | 79   | |
| 2017年7月22日  | 80   | 1.84     | ▲0.09      | 2    | 80   | |
| 2017年7月29日  | 81   | 2.05     | ▲0.21      | 2    | 81   | |
| 2017年8月5日   | 82   | 1.77     | ▼0.28      | 2    | 82   | |
| 2017年8月12日  | 83   | 1.80     | ▲0.03      | 2    | 83   | |
| 2017年9月2日   | 84   | 1.85     | ▲0.05      | 2    | 84   | |
| 2017年9月9日   | 85   | 1.52     | ▼0.33      | 2    | 85   | |

- 同時段綜藝節目：
  - 台視：《Super Star 我要當歌手、Super Star 我要當歌手2、瘋狂開心果》
  - 中視：《萬秀大勝利、中國好聲音4、爸爸去哪兒 (第三季)、隱藏的歌手、沒玩沒了》
  - 民視：《綜藝大集合》
- 由AGB尼爾森調查，調查範圍是四歲以上收看電視之觀眾。
- 資料來源：凱絡媒體週報 （页面存档备份，存于）

## 外部連結
- 官方网站
- 華視天王豬哥秀的Facebook專頁

| 中華民國 華視 每週日 20:00 - 22:00 | 中華民國 華視 每週日 20:00 - 22:00 | 中華民國 華視 每週日 20:00 - 22:00 |
| --- | --- | --- |
| | 華視天王豬哥秀（首播） （2014年12月21日－2016年5月29日） | |
| POWER星期天 （2014年10月12日－2014年12月14日） | 華視天王豬哥秀（重播） （2016年6月5日－2017年6月25日）現代嘉慶君－華視天王豬哥秀（重播） （2017年7月2日－2018年9月30日）20:00 - 21:00現代嘉慶君（重播） （2018年10月7日－2018年11月25日） 21:00 - 22:30黃金年代 （2018年10月7日－） （2018年12月2日起改為20:00 - 21:30播出）公主我來了 （2018年12月2日－2019年2月24日） （21:30 - 23:30） | |
| 每週六 20:00 - 22:00 | | |
| 名模出任務 （2015年12月5日－2016年6月11日）全民一起來 （2016年6月18日－2016年10月1日）名模出任務 （2016年10月8日－2017年1月14日）名模出任務精選 （2017年1月21日－2017年2月11日）現代嘉慶君－華視天王豬哥秀（重播） （2017年2月18日－2017年6月24日） | 超級天王豬哥秀（首播） （2017年7月1日－2017年9月9日） | 超級天王豬哥秀（重播） （2017年9月16日－2017年12月23日）綜藝菲常讚 （2018年1月6日－2018年9月29日）綜藝菲常讚精華版 （2018年10月6日－） |

| 中華民國 華視綜合娛樂台 每週日 20:00 - 22:00    | 中華民國 華視綜合娛樂台 每週日 20:00 - 22:00   | 中華民國 華視綜合娛樂台 每週日 20:00 - 22:00 |
| ----------------------------------------------- | ---------------------------------------------- | -------------------------------------------- |
|                                                 | 華視天王豬哥秀 （2015年10月4日－2017年2月2日） |                                              |
| 麻辣學園妙鮮師 （2015年9月20日－2015年9月27日） | 我的愛情不平凡 2017年3月26日至2017年6月25日    |                                              |

| 中華民國 緯來綜合台 每週日 19:00 - 21:00  | 中華民國 緯來綜合台 每週日 19:00 - 21:00 | 中華民國 緯來綜合台 每週日 19:00 - 21:00 |
| ----------------------------------------- | ---------------------------------------- | ---------------------------------------- |
|                                           | 天王豬哥秀 （2017年9月3日－）            |                                          |
| 豬哥會社 （2014年10月5日－2017年8月27日） | —                                        |                                          |

| 马来西亚 Astro欢喜台、Astro欢喜台HD 每週六 22:00 - 24:00 | 马来西亚 Astro欢喜台、Astro欢喜台HD 每週六 22:00 - 24:00 | 马来西亚 Astro欢喜台、Astro欢喜台HD 每週六 22:00 - 24:00 |
| -------------------------------------------------------- | -------------------------------------------------------- | -------------------------------------------------------- |
|                                                          | 天王豬哥秀 （2015年5月16日－2016年10月15日）             |                                                          |
| 民間劇場 （第1-13集） （2015年2月7日－2015年5月9日）     | 超级夜总会                                               |                                                          |
| 星期一至五 14:30 - 16:30                                 |                                                          |                                                          |
| —                                                        | 华视天王猪哥秀(特选) （2017年5月22日 - 2017年6月2日）    | —                                                        |
| 星期二 14:30 - 16:30                                     |                                                          |                                                          |
| —                                                        | 超级天王猪哥秀 （2017年10月31日 - 2017年12月26日）       | 天王猪哥秀(精选) （2018年1月2日 - 2018年）               |